# Cytisin
Cytisin ist ein sekundärer Pflanzenstoff des Goldregens und zählt zur Gruppe der Chinolizidin-Alkaloide. Seine Wirkung ähnelt der des Nicotins, da beide Substanzen mit denselben Rezeptoren im Gehirn wechselwirken. Es wird unter den Handelsnamen Asmoken oder Tabex als Medikament zur Raucherentwöhnung vertrieben.

## Vorkommen

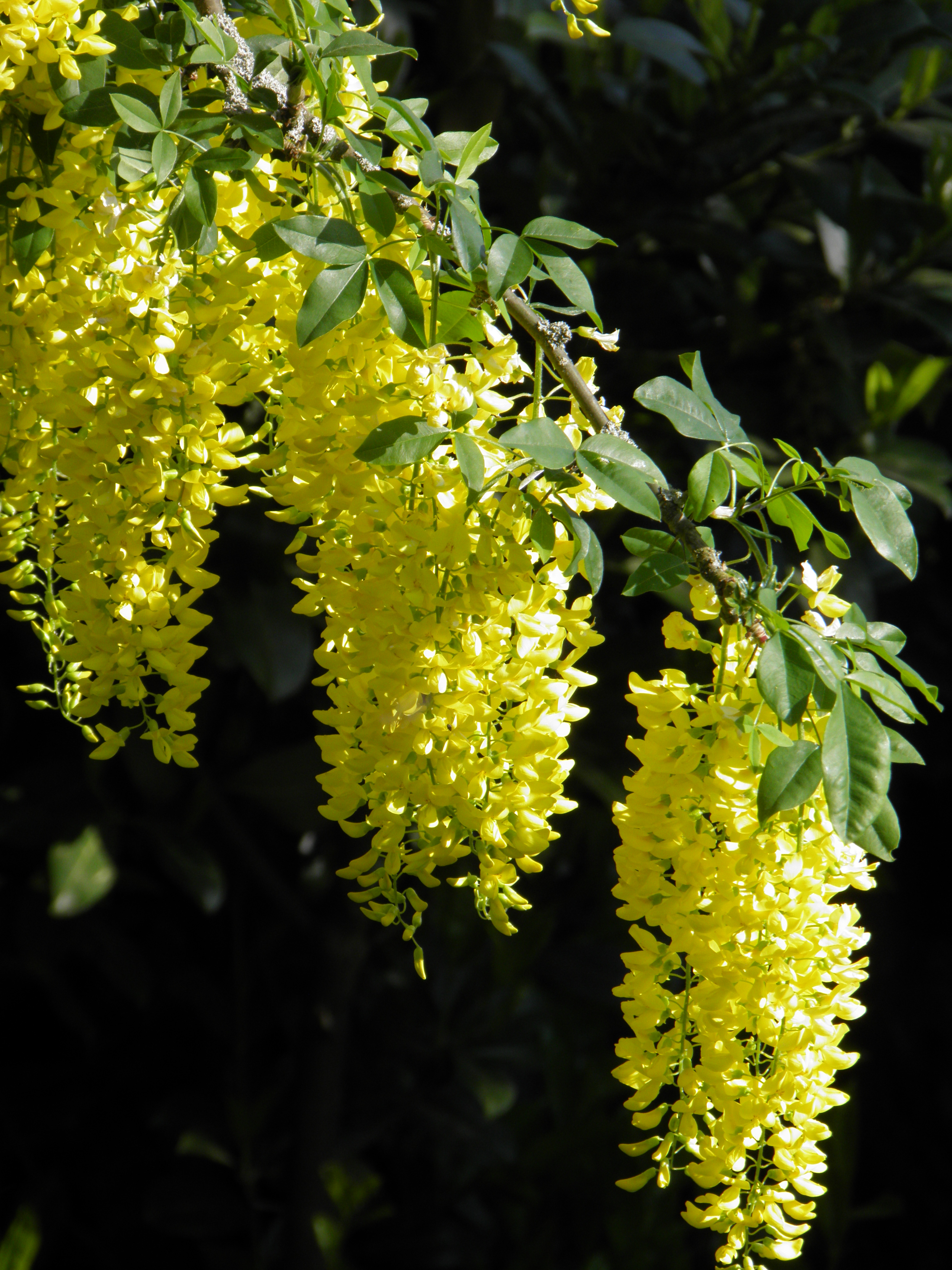
Blütenstand des Goldregens

Cytisin ist das Hauptalkaloid des Goldregens, was aber nur für die Samen und andere Teile mit ruhendem Wachstum gilt. Der Gehalt in den Samen beträgt bis zu 3 Prozent.
Pflanzen, in denen dieses Alkaloid gefunden wurde, sind nachfolgend aufgelistet.
- Cytisus canariensis
- Sophora secundiflora (Meskalbohne)
- Laburnum (Goldregen)
- Genista germanica (Deutscher Ginster)
- Styphnolobium japonicum (Japanischer Schnurbaum)
- Gymnocladus dioicus (Geweihbaum)
- Anagyris foetida (Stinkstrauch)

## Gewinnung und Darstellung
Cytisin kann ausgehend von Dinicotinsäure synthetisiert werden.

## Medizinische Anwendung
Cytisin wirkt stimulierend auf nicotinische Acetylcholinrezeptoren und hat damit einen dem Nicotin ähnlichen Effekt. So wurden im Ersten Weltkrieg Blätter des Goldregens, welche Cytisin enthalten, als Tabakersatz verwendet. Das Cytisin hat dabei aber keinen süchtig machenden Effekt.
Im Jahr 1961 entwickelte der bulgarische Forscher Strashimir Ingilizov aus Cytisin, das er als Inhaltsstoff im Samen des Goldregens (Cytisus laburnum) fand, ein Raucherentwöhnungsmittel. Seit 1964 wird es in Bulgarien unter dem Markennamen Tabex als solches vertrieben. In den Jahren 1964 bis 1989 war es auch in den Ostblockstaaten zur Raucherentwöhnung erhältlich. Aufgrund des Kalten Krieges kam es nicht zu einer Zulassung in den westlichen Staaten. Heute findet Cytisin außer in Bulgarien noch in Polen unter verschiedenen Markennamen Verwendung (u. a. Desmoxan, nicht verschreibungspflichtig); seit März 2018 ist der Wirkstoff (internationaler Freiname Cytisiniclin) ferner als Asmoken in Österreich und seit 2020 auch in Deutschland zugelassen. Das Präparat wird oral angewendet (eingenommen) und ist verschreibungspflichtig.
Es besteht eine Kreuztoleranz zum Nicotin.
Cytisin ist das pflanzliche Vorbild für das synthetische Vareniclin, welches in den USA unter dem Markennamen Chantix zugelassen ist und seit Oktober 2006 auch in Europa unter dem Namen Champix vertrieben wird.
Cytisin ähnelt in seiner Wirkung anderen Acetylcholinrezeptoragonisten wie neben dem Nicotin des Tabaks auch Anatoxin A einiger Cyanobakterien, Epibatidin der Baumsteigerfrösche und Arecolin der Betelnüsse.

## Analytik
Die qualitative und quantitative Bestimmung von Cytisin gelingt nach angemessener Probenvorbereitung sowohl in Blut- als auch in Plasmaproben und in Urinproben durch Kopplung der HPLC mit der Massenspektrometrie.